# Carl Jutz

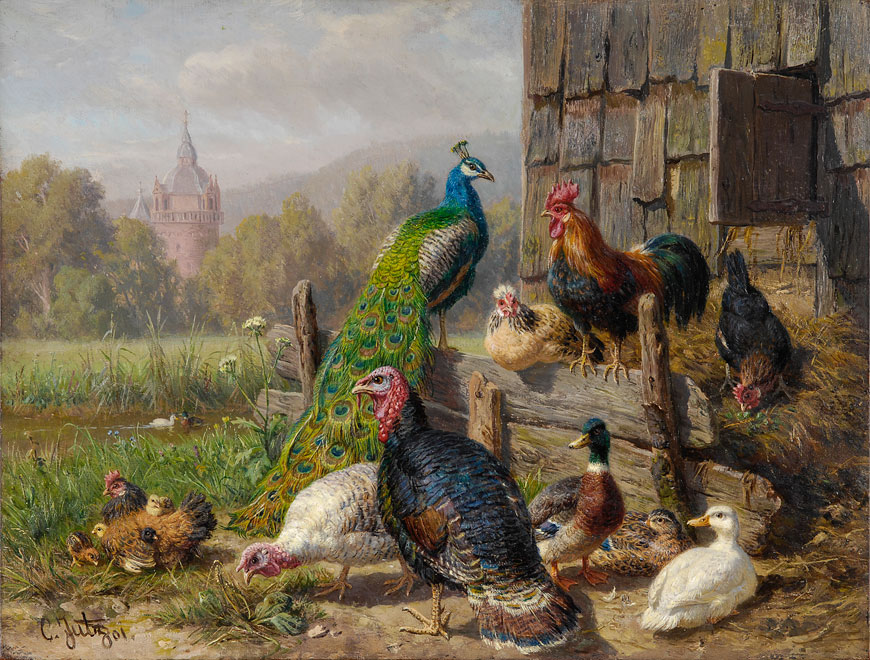
Carl Jutz: Buntes Federvieh, 1901

Carl Jutz (auch Carl Jutz der Ältere; * 22. September 1838 in Windschläg, heute Stadt Offenburg; † 31. August 1916 in Pfaffendorf, heute Stadt Koblenz) war ein deutscher Tiermaler.

## Leben
Carl Jutz entstammt einer alten Windschläger Familie. Sein Vater war der Schuhmacher Joseph Jutz, seine Mutter war Ottilia (geborene Zettwoch, † 1848). Er war das vierte von neun Kindern. Bis 1845 lebte er in Windschläg und zog in diesem Jahre mit der Familie nach Beuern, heute Baden-Baden-Lichtental. Während der Vater 1853 mit seinem Sohn Pirmin in die USA auswanderte, verblieb Carl in Beuern und seine Schwestern Adelheid, Theresia und Cäcilia wurden bis 1855 bei Verwandten in Windschläg untergebracht. In dieser Zeit bekam er Kontakt mit dem aus den Niederlanden stammenden Maler August Knip (1777–1847), der sich in Baden-Baden aufhielt und Jutz in der Tiermalerei anleitete.
1861 zog er nach München, wo er unter anderem die Bekanntschaft von Ludwig Willroider und Anton Braith machte und sich unter deren Einfluss nur noch der Tiermalerei widmete. Eine Akademie besuchte er dort nicht. Auf seinen Reisen knüpfte Jutz Kontakte zu Düsseldorfer Malern und wechselte 1867 nach Düsseldorf, wo er 1868 Sybilla Karolina Adloff (1850–1927), die Tochter des Landschaftsmalers Carl Adloff, heiratete und wo die meisten seiner Werke entstanden. Sein Düsseldorfer Haus verfügte über einen Garten, in dem für die Tiermalerei Geflügel gehalten wurde. Seit dem Jahr 1868 bis zu seinem Tod war Jutz Mitglied im Künstlerverein Malkasten. Seine letzten Jahre verbrachte er in Pfaffendorf bei Koblenz.
Jutz war in seiner Zeit ein sehr erfolgreicher Maler, dessen Gemälde in den damaligen Ausstellungen zwischen Hamburg, Dresden, München und Wien auf großes Interesse stießen. Bereits 1867 stellte Jutz auf der Pariser Weltausstellung aus, 1879 in Sydney, wo er eine Medaille erhielt, und 1881 in der Weltausstellung in Melbourne. Seine Hauptwerke waren vor allem in England und den USA begehrt, aber auch deutsche Museen in Düsseldorf, Karlsruhe, Mannheim, Breslau und Königsberg sicherten sich noch zu Lebzeiten des Malers Bilder aus seinem Schaffen. Seine Bilder erzielen auch heute noch hohe Preise.
Die Thematik von Jutz erstreckte sich fast ausschließlich auf das Federvieh in ihren Hühnerhöfen. Dabei gruppierte er die Tiere mit minutiöser und nahezu fotografischer Genauigkeit vor dem Hintergrund ländlicher Szenerie, wobei die besondere Intensität der Farben ins Auge fällt. Seltener malte er auch andere Tiere sowie Landschaften, so bei Reisen, die er unter anderem regelmäßig in seine badische Heimat unternahm.

„Gegen Ende der 1880er Jahre vermehrte er [Carl Jutz] sein Bildpersonal um einen farbenprächtigen Pfau inmitten gemeinen Enten- und Hühnervolks, den man unweigerlich mit dem gründerzeitlichen Parvenü assoziiert. Kennzeichen seines kompositorisch und technisch vollendeten Œuvres sind niedriger Betrachterstandpunkt bei räumlicher Nähe zu den Tieren und ihrem Lebensraum, Farbbrillanz, ausgeprägte Licht-Schatten-Kontraste, unter Zuhilfenahme einer Lupe platzierte feine Pinselstriche zur minutiösen farblichen und stofflichen Wiedergabe von Details, Präzision bei der naturgetreuen Nachahmung der Tieranatomie sowie genaue Beobachtung artspezifischer Verhaltensweisen“

Sein Sohn Carl Ernst Bernhard Jutz (auch Carl Jutz der Jüngere genannt, 1873–1915) war ein bedeutender Landschaftsmaler, dessen Gemälde noch heute häufig auf Auktionen angeboten werden.